# Kurach
Kurach (russisch Кура́х, lesgisch Кьурагь) ist ein Dorf (selo) in der Republik Dagestan in Russland mit 3235 Einwohnern (Stand 14. Oktober 2010).

## Geographie

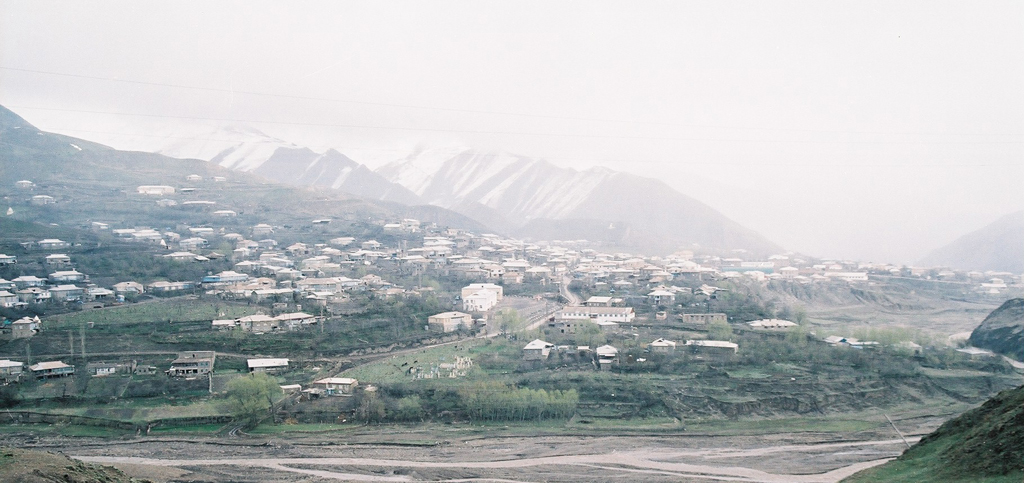
Panorama des Dorfes

Der Ort liegt gut 150 km Luftlinie südsüdöstlich der Republikhauptstadt Machatschkala im östlichen Teil des Großen Kaukasus. Er befindet sich überwiegend am linken Ufer des gleichnamigen Kurach im Flusssystem des Samur.
Kurach ist Verwaltungszentrum des Rajons Kurachski sowie Sitz der Landgemeinde (selskoje posselenije) Kurachski selsowet, zu der außerdem das knapp 5 km südwestlich im Nachbartal gelegene Dorf Chjurechjur gehört. Der Ort ist fast ausschließlich von Lesgiern bewohnt.

## Geschichte
Das seit dem Mittelalter bekannte Dorf wurde 1356 Zentrum einer de facto unabhängigen Dorfgemeinschaft. In den folgenden Jahrhunderten wurde es mehrfach während Einfällen osmanischer, persischer (unter Nadir Schah) und schirwanischer Truppen zerstört. Ende des 18. Jahrhunderts kam das Gebiet zum Khanat Kasikumuch mit Sitz im knapp 100 km nordwestlich gelegenen Kumuch, bevor es 1812 als vom Russischen Reich protegiertes Kjuri-Khanat mit Hauptstadt in Kurach nochmals de jure unabhängig wurde.
Nach dem offiziellen Anschluss des Gebietes an das Russische Reich im Resultat des Kaukasuskrieges 1864 kam Kurach zum Kjurinski Okrug (mit Sitz in Kassumkent) der 1861 gebildeten Oblast Dagestan und wurde innerhalb dieses Sitz eines der fünf (später sechs) Verwaltungsabschnitte. Im Rahmen der administrativen Umgestaltung der 1921 gegründeten Dagestanischen ASSR wurde der Abschnitt am 22. November 1928 zunächst in einen gleichnamigen Kanton und am 3. Juni 1929 in einen Rajon umgebildet.

### Bevölkerungsentwicklung
| Jahr | Einwohner |
| ---- | --------- |
| 1897 | 1677      |
| 1939 | 2599      |
| 1959 | 2366      |
| 1970 | 3089      |
| 1979 | 3083      |
| 1989 | 2607      |
| 2002 | 3142      |
| 2010 | 3235      |

Anmerkung: Volkszählungsdaten

## Verkehr
Kurach ist Endpunkt der Regionalstraße 82K-019, die im nordöstlich benachbarten Rajonzentrum Kassumkent von der 82К-009 abzweigt. Über diese besteht Anschluss zur föderalen Fernstraße R217 Kawkas (früher M29, zugleich Teil der Europastraße 119) zur aserbaidschanischen Grenze sowie zur nächstgelegenen, 60 km Luftlinie in nordöstlicher Richtung entfernten Bahnstation Belidschi an der Strecke Rostow am Don –  Machatschkala – Baku.